# 양희 (합양애후)
양희(梁喜, ? ~ 기원전 31년)는 전한 후기의 제후로, 하동군 평양현(平陽縣) 사람이다.

## 생애
원강 4년(기원전 62년), 하동의 곽징사(霍徵史)가 아들 곽신(霍信)·가감(家監) 회륜(迴倫)·옛 시랑(侍郞) 정상시(鄭尙時)와 함께 모반하였다. 평양의 대부(大夫) 양희는 이를 조정에 알렸고, 모반이 발각되어 곽징사 등은 주살되었다. 양희는 모반을 알린 공로로 합양후(合陽侯)에 봉해지고 식읍 1,500호를 받았다.
건시 2년(기원전 31년)에 죽으니 시호를 애(愛)라 하였고, 작위는 아들 양방이 이었다.

## 출전
- 반고, 《한서》 권8 선제기·권17 경무소선원성공신표

| 선대 (첫 봉건) | 전한의 합양후 기원전 62년 ~ 기원전 31년 | 후대 아들 양방 |